# Isaiah Jackson
Isaiah Ju'mar Jackson (Detroit, 10 de janeiro de 2002) é um jogador norte-americano de basquete que atualmente joga no Indiana Pacers da National Basketball Association (NBA).
Ele jogou basquete universitário pela Universidade de Kentucky e foi selecionado pelo Los Angeles Lakers como a 22º escolha geral no Draft da NBA de 2021.

## Carreira no ensino médio
Como calouro, Jackson jogou basquete na Lutheran Northwest High School em Rochester Hills, Michigan. Ele se mudou para a Old Redford Academy em Detroit para sua segunda temporada. Em sua terceira temporada, Jackson jogou pela SPIRE Academy em Geneva, Ohio, ao lado de LaMelo Ball e Rocket Watts e teve médias de 14,9 pontos e 10,4 rebotes. Em sua última temporada, ele se transferiu para Waterford Mott High School em Waterford, Michigan e teve médias de 19,1 pontos, 13 rebotes e 7,7 bloqueios.

### Recrutamento
Considerado um recruta de cinco estrelas pela Rivals, Jackson se comprometeu a jogar basquete universitário na Universidade de Kentucky e rejeitou as ofertas de Alabama e Syracuse.
| Nome | Cidade Natal                           | Escola              | Altura             | Peso           | Data                   |
| --- | -------------------------------------- | ------------------- | ------------------ | -------------- | ---------------------- |
| Isaiah Jackson PF | Pontiac, MI                            | Waterford Mott (MI) | 6 ft 9 in (2.06 m) | 200 lb (91 kg) | 16 de Novembro de 2019 |
| Isaiah Jackson PF | Recrutamento: Rivals: 247Sports: ESPN: |                     |                    |                |                        |
| Rankings: Rivals: 28º \| 247Sports: 34º \| ESPN: 34º |                                        |                     |                    |                |                        |
| - Nota: Em muitos casos, Scout, Rivals, 247Sports e ESPN podem entrar em conflito em suas listas de altura e peso, nestes casos, a média foi obtida. - Fonte: |                                        |                     |                    |                |                        |

## Carreira universitária
Em 1º de dezembro de 2020, Jackson registrou sete pontos, 12 rebotes e oito bloqueios em uma derrota por 65-62 para Kansas no Champions Classic. Ele teve o maior número de bloqueios em um único jogo por um jogador de Kentucky desde Willie Cauley-Stein em 2013. Como calouro, Jackson teve médias de 8,4 pontos, 6,6 rebotes e 2,6 bloqueios, um recorde da SEC, sendo selecionado para a Equipe Defensiva e de Calouros da SEC.
Em 17 de março de 2021, ele se declarou para o draft da NBA de 2021, mantendo sua elegibilidade universitária. Mais tarde, ele assinou com um agente, renunciando a sua elegibilidade.

## Carreira profissional

### Indiana Pacers (2021–Presente)
Jackson foi selecionado pelo Los Angeles Lakers como a 22ª escolha do draft da NBA de 2021. Ele posteriormente foi negociado com o Indiana Pacers.
Em 23 de outubro, ele fez sua estreia na NBA e marcou um ponto em dois minutos durante uma vitória por 102-91 sobre o Miami Heat. Em 31 de janeiro de 2022, Jackson registrou 26 pontos, o recorde de sua carreira, dez rebotes e dois bloqueios na vitória por 122–116 sobre o Los Angeles Clippers.

## Estatísticas da carreira

### NBA

#### Temporada regular
| Ano      | Equipe   | PJ  | PT | MPJ  | AP   | 3P   | LL   | RT  | AS | BR | TO  | PPJ |
| -------- | -------- | --- | -- | ---- | ---- | ---- | ---- | --- | -- | -- | --- | --- |
| 2021–22  | Indiana  | 36  | 15 | 15.0 | .563 | .313 | .682 | 4.1 | .3 | .7 | 1.4 | 8.3 |
| 2022–23  | Indiana  | 63  | 12 | 16.5 | .563 | .143 | .651 | 4.5 | .8 | .5 | 1.5 | 7.2 |
| 2023–24  | Indiana  | 59  | 3  | 13.1 | .665 | .000 | .716 | 4.0 | .8 | .6 | 1.0 | 6.5 |
| Carreira | Carreira | 158 | 30 | 14.8 | .597 | .152 | .683 | 4.2 | .6 | .6 | 1.3 | 7.3 |

#### Playoffs
| Ano  | Equipe  | PJ | PT | MPJ  | AP   | 3P | LL   | RT  | AS | BR | TO | PPJ |
| ---- | ------- | -- | -- | ---- | ---- | -- | ---- | --- | -- | -- | -- | --- |
| 2024 | Indiana | 15 | 0  | 10.2 | .535 | —  | .611 | 3.2 | .5 | .2 | .9 | 3.8 |

### Universitário
| Ano     | Equipe   | PJ | PT | MPJ  | AP   | 3P   | LL   | RT  | AS | BR | TO  | PPJ |
| ------- | -------- | -- | -- | ---- | ---- | ---- | ---- | --- | -- | -- | --- | --- |
| 2020–21 | Kentucky | 25 | 18 | 20.8 | .540 | .000 | .700 | 6.6 | .7 | .8 | 2.6 | 8.4 |

Fonte: